# Svarvaretorpet
Svarvaretorpet este o arie protejată (arie specială de conservare — SAC, sit de importanță comunitară — SCI) din Suedia întinsă pe o suprafață de 17,4 ha, integral pe uscat.

## Localizare
Centrul sitului Svarvaretorpet este situat la coordonatele 58°43′05″N 12°20′38″E / 58.718°N 12.3438°E.

## Înființare
Situl Svarvaretorpet a fost declarat sit de importanță comunitară în ianuarie 1998 pentru a proteja un număr necunoscut de specii din flora spontană și fauna sălbatică aflate în arealul zonei. Situl a fost protejat și ca arie specială de conservare în martie 2011.

## Biodiversitate
Situată în ecoregiunea boreală, aria protejată conține 1 habitat natural: Păduri fino-scandinave bogate în ierburi cu Picea abies.
La baza desemnării sitului se află un număr nedeclarat de specii protejate.